# 5914 Кетівейлер
5914 Кетівейлер (5914 Kathywhaler) — астероїд головного поясу. Відкритий 20 листопада 1990 року Робертом Макнотом. Названий на честь Кетрін Вейлер — професорки геофізики в Единбурзькому університеті.
Тіссеранів параметр щодо Юпітера — 3,086.